# Platoneum
Le Platoneum (en serbe cyrillique : Платонеум) est un bâtiment situé à Novi Sad, la capitale de la province autonome de Voïvodine, en Serbie. Il abrite la Section de Novi Sad de l'Académie serbe des sciences et des arts. Construit vers 1770, il est inscrit sur la liste des monuments culturels protégés de la république de Serbie (identifiant n° SK 1075).

## Présentation

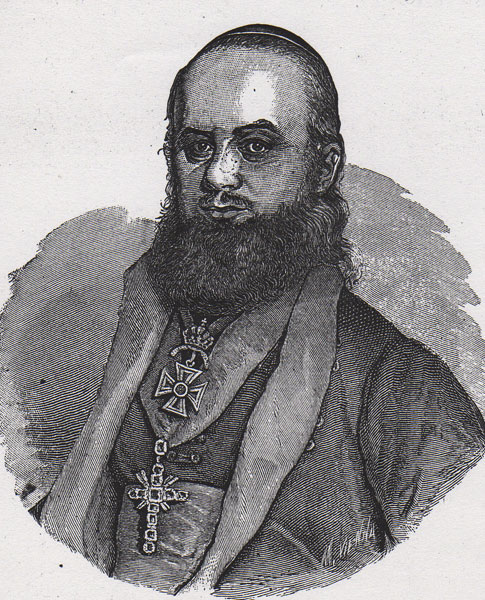
L'évêque Platon Atanacković

Le bâtiment, mentionné pour la première fois en 1770, fut acheté par Aksentije Đurković, un riche Grec dont les descendants furent anoblis grâce à leurs terres de la région de Kanjiža. Devenu la propriété de la famille Servijski, une salle de lecture serbe y fut ouverte en 1845. Gravement endommagé dans le bombardement de la forteresse de Petrovaradin, lors de la révolution hongroise de 1848, il a été rénové en 1852 dans un style classique mêlé d'éléments romantiques.
En 1861, le bâtiment a été vendu à Platon Atanacković, l'évêque de l'éparchie de Bačka, d'où le nom de « Platoneum » qu'il porte aujourd'hui. Il est ainsi devenu pour un temps le siège de cette éparchie. L'évêque a ensuite établi une fondation pour qu'on y installe un Institut universitaire serbe, doté d'une Faculté de droit et d'une Faculté de philosophie, créations qui se sont concrétisées plus tard. Le Platoneum a abrité la Matica srpska (la plus importante institution culturelle serbe au temps de l'Autriche-Hongrie), une salle de lecture serbe et le second lycée de garçons de la ville,.
Après la Seconde Guerre mondiale, le Platoneum a servi de locaux à l'École supérieure de pédagogie et à des chaires de la faculté de philosophie et de la faculté des sciences. En 1979, il a accueilli l'Académie des sciences et des arts de Voïvodine nouvellement créée et, depuis sa fondation en 1992, la section de Novi Sad de l'Académie serbe des sciences et des arts,.